# 4735 Gary
4735 Gary (1983 AN) là một tiểu hành tinh vành đai chính được phát hiện ngày 9 tháng 1 năm 1983 bởi Bowell, E. ở Flagstaff.